# Chiliophyllum densifolium
 Chiliophyllum densifolium   Phil., 1864 è una specie di piante angiosperme dicotiledoni della famiglia delle Asteraceae, sottofamiglia Asteroideae,  tribù Astereae (Basal grade) e sottotribù Chiliotrichinae.  Chiliophyllum densifolium  è anche l'unica specie del genere  Chiliophyllum  Phil., 1864.

## Etimologia
Il nome generico (Chiliophyllum) deriva dal greco antico “chilios” (= mille) e “phyllon” (= foglia), e fa riferimento alle molte foglie che caratterizzano il genere. L'epiteto specifico (densifolium), in latino, conferma il significato del nome del genere.
Il nome scientifico della specie è stato definito dal botanico Rudolph Amandus Philippi (1808-1904) nella pubblicazione " Linnaea; Ein Journal für die Botanik in ihrem ganzen Umfange. Berlin" ( Linnaea 33(2): 133) del 1864. Il nome scientifico del genere è stato definito nella stessa pubblicazione.

## Descrizione
Portamento. Le specie di questa voce ha un habitus di tipo piccolo-arbustivo ericoide. Alcune superfici sono tomentose e punteggiate da ghiandole.
Fusto. La parte aerea in genere è eretta e densamente ramificata.
Foglie. Le foglie, fittamente disposte, sono alternate e sono brevemente picciolate. Le foglie, solitamente ridotte, con forme da lineari-oblunghe a obovate con apice ottuso e margini interi (non sono revolute), sono coriacee e di tipo ericoide. La superficie abassiale è densamente tomentosa.
Infiorescenza. Le sinflorescenze sono scapose (capolini solitari). Le infiorescenze vere e proprie sono composte da un capolino terminale brevemente peduncolato di tipo radiato con fiori eterogami. I capolini sono formati da un involucro, con forme da cilindriche a campanulate, composto da 15 - 25 brattee, al cui interno un ricettacolo fa da base ai fiori di due tipi: fiori del raggio e fiori del disco. Le brattee, persistenti con forme da ampiamente lanceolate a lineari-lanceolate, apici acuti, margini cigliato-lacerati e a consistenza erbacea, sono disposte in modo più o meno embricato su 3 - 4 serie. Il ricettacolo, provvisto di pagliette (parzialmente) conduplicate a protezione della base dei fiori, ha una forma leggermente convessa.
Fiori.  I fiori sono tetra-ciclici (formati cioè da 4 verticilli: calice – corolla – androceo – gineceo) e pentameri (calice e corolla formati da 5 elementi). Si distinguono in:
- fiori del raggio (esterni): sono da 4 a 8 per capolino su una sola serie; sono femminili con forme ligulate (struttura zigomorfa);
- fiori del disco (centrali): sono da 7 a 12 ed hanno forme tubulose (attinomorfe); sono ermafroditi.

- Formula fiorale:

*/x K {\displaystyle \infty }, [C (5), A (5)], G 2 (infero), achenio
- Calice: i sepali del calice sono ridotti ad una coroncina di squame.

- Corolla: 
  - fiori del raggio: la forma della corolla alla base è ampiamente imbutiforme, mentre all'apice è ligulata; la ligula può terminare con alcuni denti (è un arto ellittico trilobato); il colore è giallo; sono presenti degli staminoidi;
  - fiori del disco: la forma è strettamente tubulare-imbutiforme presto divaricata in 5 lobi; i lobi, patenti e ricurvi, hanno una forma triangolare; il colore è giallo

- Androceo: l'androceo è formato da 5 stami sorretti da filamenti generalmente liberi; gli stami sono connati e formano un manicotto circondante lo stilo; le teche (produttrici del polline) alla base sono leggermente sagittate; le appendici apicali delle antere hanno delle forme triangolari-ovate; il tessuto endoteciale (rivestimento interno dell'antera) è quasi sempre polarizzato (con due superfici distinte: una verso l'esterno e una verso l'interno). Il polline è sferico con un diametro medio di circa 25 micron;  è tricolporato (con tre aperture sia di tipo a fessura che tipo isodiametrica o poro) ed è echinato (con punte sporgenti).[10][13]

- Gineceo: l'ovario è infero uniloculare formato da 2 carpelli.[6] Lo stilo (il recettore del polline) è profondamente bifido (con due stigmi divergenti) e con le linee stigmatiche marginali separate e base rigonfia.[14] I due bracci dello stilo hanno una forma da lanceolata a deltoide ottusa e possono essere papillosi o ricoperti da ciuffi di peli ulla metà superiore. Lo stilo dei fiori del raggio è supinato.

Frutti. I frutti sono degli acheni con pappo; in alcune specie è presente un certo dimorfismo (gli acheni dei fiori del raggio differiscono dagli acheni dei fiori del disco);
- achenio: gli acheni, con forme da obovate a oblanceolate e scarsamente compresse, hanno 3 - 6 nervature laterali (o coste longitudinali); la superficie non è in modo evidente ghiandolosa-viscida con sparsi tricomi gemelli corti; la parete dell'achenio è formata da celle contenenti rafidi ma prive di fitomelanina; il carpoforo normalmente è anulare; le setole con punte a forma di ancora non sono presenti;
- pappo: il pappo è formato da setole/scaglie lineari barbate (o più o meno crostose lungo i margini) su una serie, connate e lunghe come la corolla dei fiori del disco.

## Biologia
Impollinazione: tramite insetti (impollinazione entomogama tramite farfalle diurne e notturne).

Riproduzione: la fecondazione avviene fondamentalmente tramite l'impollinazione dei fiori.

Dispersione: i semi cadono a terra e vengono dispersi soprattutto da insetti come formiche (disseminazione mirmecoria). Un altro tipo di dispersione è zoocoria: gli uncini delle brattee dell'involucro (se presenti) si agganciano ai peli degli animali di passaggio che portano così i semi anche su lunghe distanze. Inoltre per merito del pappo il vento può trasportare i semi anche per alcuni chilometri (disseminazione anemocora).

## Distribuzione e habitat
La specie di questa voce è distribuita in Argentina (nord-ovest).

## Sistematica
La famiglia di appartenenza di questa voce (Asteraceae o Compositae, nomen conservandum) probabilmente originaria del Sud America, è la più numerosa del mondo vegetale, comprende oltre 23.000 specie distribuite su 1.535 generi, oppure 22.750 specie e 1.530 generi secondo altre fonti (una delle checklist più aggiornata elenca fino a 1.679 generi). La famiglia attualmente (2021) è divisa in 16 sottofamiglie; la sottofamiglia Asteroideae è una di queste e rappresenta l'evoluzione più recente di tutta la famiglia.

### Filogenesi
La tribù Astereae (una delle 21 tribù della sottofamiglia Asteroideae) comprende circa 40 sottotribù. In base alle ultime ricerche nella tribù sono stati individuati (provvisoriamente) 5 principali lignaggi:
- Basal grade: include alcuni generi isolati, il gruppo "South American-Oceania",  alcune sottotribù africane e il gruppo dei generi legnosi del Madagascar.
- Bellis lineage: comprende le sottotribù eurasiatiche e una sottotribù africana.
- Aster lineage: include i generi asiatici di Asterinae e i principali gruppi dell'Australia e dell'Oceania.
- Baccharis lineage: include alcuni gruppi sudamericani.
- North American lineage: include la vasta gamma di sottotribù del Nordamerica, Messico e alcuni gruppi distribuiti nel Sudamerica.

Il genere  Chiliophyllum (insieme alla sottotribù Chiliotrichinae) è incluso nel lignaggio "Basal grade". In particolare fa parte del sottogruppo relativo agli areali del Sudamerica. Le specie di questo gruppo sono caratterizzate da un livello di ploidia 2x o 4x. La sottotribù è suddivisa in tre cladi (o gruppi): Chiliotrichum clade - Nardophyllum clade - Llerasia clade. Il genere Chiliophyllum è incluso nel clade "Chiliotrichum" insieme ai generi Chiliotrichum - Lepidophyllum -  Aylacophora. I caratteri morfologici principali di questo gruppo sono: un pappo composto da scaglie a forma e disposizione variabili, e degli acheni privi di tricomi gemelli tra le costole (o al massimo hanno solo pochissimi tricomi sparsi nella parte superiore). Altri caratteri condivisi sono: i capolini sono del tipo radiato, i ricettacoli sono parzialmente provvisti di pagliette, i rami dello stilo sono piuttosto oblunghi ed ottusi e il pappo è biseriato.
In precedenti trattazioni questo genere è descritto all'interno della sottotribù Hinterhuberinae (ora sinonimo della sottotribù Baccharidinae).
I caratteri distintivi della specie  Chiliophyllum densifolium sono:
- le foglie hanno delle forme obovate con margini interi e non sono revolute;
- i fiori del raggio sono presenti;
- gli acheni non sono in modo evidente ghiandolosi-viscidi;
- il pappo è formato da setole/scaglie barbate, connate e lunghe come la corolla dei fiori del disco.

### Sinonimi
Sono elencati alcuni sinonimi per questa entità:
- Phyllochilium densifolium (Phil.) Cabrera

Sinonimo per il genere:
- Phyllochilium Cabrera